# Бертольд II (Андекс)
Бертольд II (нем. Berthold II; 1090/1098 — 27 июня 1151) — граф Андекса, а также Диссена (под именем Бертольд III), Плассенбурга и Кульмбаха, фогт аббатства Бенедиктбойерн.

## Биография
Вероятно, сын Арнольда, графа Андекса и Диссена (ум. 1098), и графини Гизелы Швейнфуртской, дочери герцога Оттона III Швабского.
В 1098 году наследовал владения отца. В 1120 году стал фогтом аббатства Бенедиктбойерн, чем значительно увеличил своё могущество. Был одним из основателей монастыря в Диссене (1130 год).
В начале 1130-х годов построил замок Плассенбург к северу от Байрёйта, и с 1137 года называл себя графом Плассенбурга. Вероятно, был основателем города Кульмбах, впервые упоминаемого в 1174 году.
Бертольд первым браком был женат на Софии (ум. 1132), дочери маркграфа Истрии Поппо II (ум. 1103). Она принесла в приданое земли к юго-востоку от Альп.
Когда её двоюродный брат маркграф Поппо III умер бездетным (1141 год), его владения поделили родственники, в том числе Бертольд Андекский, который получил графство Штайн (1143 год).
Начиная с 1140 года Бертольд проводил много времени при дворе короля Конрада III и входил в его ближайшее окружение.
От Софии Истрийской у Бертольда было несколько детей:
- Поппо (ум. 1148)
- Бертольд III (ум. 1188)
- Оттон (ум. 1196), епископ Бриксена в 1165—1170 и Бамберга с 1177
- Гизела (ум. после 1150), жена Дипольда II фон Берг-Шиклинген.

После смерти Софии Бертольд женился на Кунигунде, дочери графа Эгберта II фон Формбах-Питтен. Дети:
- Мехтильдис (ум. 1160), аббатиса в Эдельштеттене
- Эуфемия (ум. 1180), аббатиса в Альтмюнстере
- Кунигунда (ум. 1139), монахиня в Адмонте.